# Андрух, Иван Антонович
 Ива́н Анто́нович А́ндрух  (Авраменко) (28 марта (по другим данным — 25 марта) 1892, село Болестрашичи около Перемышля, Королевство Галиции и Лодомерии, Австро-Венгрия — 28 августа 1921 года, Киев) — украинский военно-политический деятель, командир полка Действенной армии УНР.

## Биография
Pодом из с. Болестрашичи, из-под Перемышля (в 1916 году экстерном закончил местную гимназию). Учился в Львовском университете. Был членом Пласта, одним из активных организаторов Сечей в Галичине.
В начале Первой мировой войны был призван в австро-венгерской армию, вступил в состав Легиона украинских сечевых стрельцов. За боевые заслуги был повышен до ранга подхорунжего [Легиона УСС. В начале сентября 1916 года в битве на горе Лисони (неподалёку от Бережан) попал к русским в плен и был переправлен в концлагерь для военнопленных Дубовка под Царицыном (в настоящее время — Волгоград).
13 января 1918 года вместе с другими пленными старшинами УСС прибыл в Киев, где стал одним из старшин Галицко-буковинского куреня Сечевых стрельцов в войсках Центрального Совета. С 1 марта 1918 года — командир сотни 1-го куреня 4-го (1-го) Сечевого полка. С мая 1918 года служил в бомбомётной сотне 2-го Запорожского полка Армии Украинского государства, в дальнейшем — командир 3-й пулемётной сотни этого же полка.
В конце сентября 1918 года, после разрешения гетмана Павла Скоропадского на формирование Отдельного пешего отряда Сечевых стрелков Армии Украинского государства, во главе своей сотни выехал к Белой Церкви, в места формирования отряда. С конца ноября 1918 года командовал куренем 1-го полка Сечевых стрельцов войск Директории УНР. С середины июля 1919 года и до расформирования Корпуса Сечевых стрельцов (6 декабря 1919 года) — командир 28-го (1-го) полка Сечевых стрельцов Действенной армии УНР. В боях с Красной Армией был тяжело ранен.
После роспуска Корпуса Сечевых стрельцов находился в лагерях интернированных украинских воинов, откуда переехал в Чехо-Словакию в сформированную из воинов УГА Украинской бригады, в город Немецкое Яблонне. В эмиграции осуществлял организационную работу среди бывших украинских старшин. В июле 1920 года стал соучредителем Украинской Военной Организации (УВО). В 1920—1921 гг. — краевой комендант Украинской Военной Организации на Восточных Украинских Землях.
Возглавлял рабочую сотню в Закарпатье. В 1921 году легально вернулся в Советскую Украину с целью ведения подпольной борьбы против большевиков. Был схвачен ЧК по делу Киевского Повстанческого центра и приговорён к расстрелу.